# William Cliff

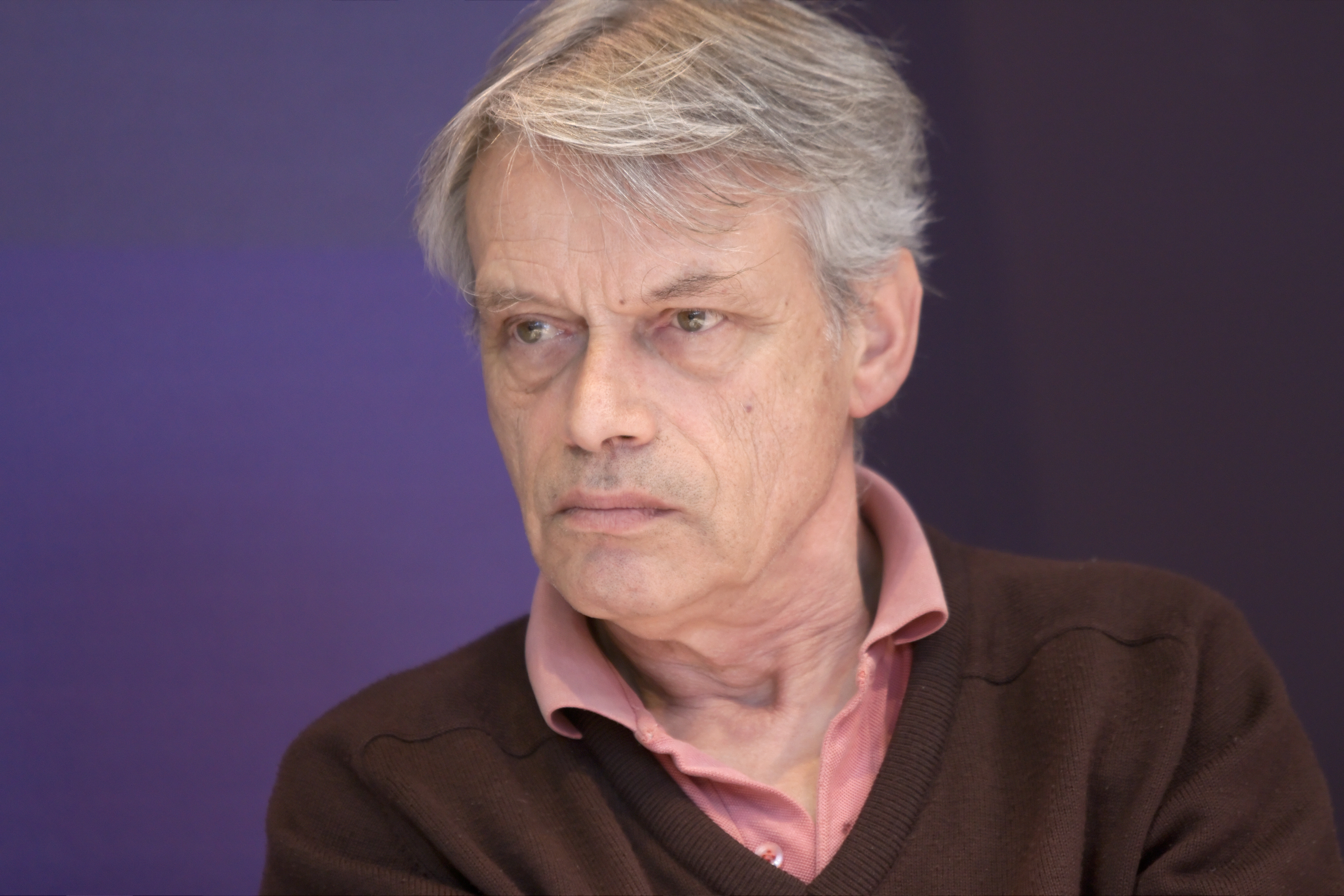
William Cliff in 2010

William Cliff (geboren André Imberechts, 27 december 1940) is een Belgisch Franstalig dichter.

## Biografie
Cliff is afkomstig van Gembloux in de provincie Namen. Hij studeerde Romaanse filologie aan de Katholieke Universiteit Leuven. Hij schreef er een scriptie over de Catalaanse dichter Gabriel Ferrater, van wie hij later ook werk vertaald heeft. 
Cliffs vroege gedichten werden opgemerkt door Raymond Queneau en vonden in 1973 hun weg naar uitgeverij Gallimard. 
Cliff heeft het grootste deel van zijn leven in Brussel doorgebracht. In de jaren zeventig raakte hij er bevriend met de schrijver Conrad Detrez. Enkele jaren na diens overlijden schreef hij een dichtbundel over het leven van Detrez. Adaptaties hiervan werden verschillende keren naar het theater gebracht.
De bundels America en Orient vormen de weerslag van grote reizen naar Azië, het Midden-Oosten en Noord- en Zuid-Amerika.
In 2015 behaalde Cliff de Prix Goncourt de la poésie.
Het werk van Cliff is weinig vertaald naar en nauwelijks bekend in het Nederlandse taalgebied. Het vindt wel een bewonderaar in Benno Barnard.

## Werk
Poëzie
- Homo sum, Gallimard, in Cahier de poésie 1, 1973
- Écrasez-le, Gallimard, 1976
- Marcher au charbon, Gallimard, 1978
- America, Gallimard, 1983
- En Orient, Gallimard, 1986
- Conrad Detrez, Le Dilettante, 1990
- Fête Nationale, Gallimard, 1992
- Autobiographie, La Différence, 1993
- Journal d'un Innocent, Gallimard, 1996
- L'État belge, La Table Ronde, coll. Vermillon, 2001
- Adieu patries, Le Rocher, coll. Anatolia, 2001
- Écrasez-le, précédé de Homo sum, Gallimard, 2002, ISBN 2070767612
- De la nécessité des repas, dessins de Jean-Marie Queneau, Éditions de la Goulotte, 2002
- Passavant la Rochère, Virgile, 2004
- Le Pain quotidien, La Table Ronde, coll. L'usage des jours, 2006, ISBN 2710328429
- Immense Existence, Gallimard, 2007, ISBN 2070784177
- Épopées, La Table Ronde, coll. L'usage des jours, 2008, ISBN 2710330598
- Autobiographie suivi de Conrad Detrez, postface de Jean-Claude Pirotte, La Table Ronde, coll. La petite vermillon, 2009, ISBN 9782710331100
- America, suivi de En Orient, Gallimard, coll. Poésie/Gallimard, 2012, ISBN 9782070445493
- Amour perdu, Le Dilettante, 2015, ISBN 978-2-84263-839-9
- Au nord de Mogador, Le Dilettante, 2018
- Matières fermées, La Table Ronde, coll. Vermillon, 2018
- Immortel et périssable (anthologie), Labor, coll. Espace Nord, 2019, ISBN 9782875684240
- Le Temps suivi de Notre-Dame, La Table Ronde, 2020, ISBN 9791037106506

Proza
- Le Pain austral, Éditions Tétras Lyre, 1990
- La Sainte Famille, La Table Ronde, 2001
- Le Passager, Le Rocher, coll. Anatolia, 2003
- La Dodge, Le Rocher, coll. Anatolia, 2004
- L'Adolescent, Le Rocher, coll. Anatolia, 2005, ISBN 2268056589
- U.S.A. 1976, La Table Ronde, 2010, ISBN 9782710331544

Drama
- Les Damnés, coll. Les Cahiers du Poème 2, Poème 2, 2010
- Les Damnés, version intégrale, coll. Les Évadés, Poème 2, 2014
- T'Serclaes de Tilly, coll. Les Évadés, Poème 2, 2014
- L'Abdication, coll. Les Évadés, Poème 2, 2017

Vertalingen
- Gabriel Ferrater, Poème inachevé, Ercée, 1985
- Brane Mozetič, Obsedenost / Obsession, Aleph et Éditions Geneviève Pastre, coll. Les Gémeaux, 1991
- Jaime Gil de Biedma, Un corps est le meilleur ami de l'homme, Le Rocher, coll. Anatolia, 2001
- Gabriel Ferrater, Les Femmes et les Jours, Le Rocher, coll. Anatolia, 2004, ISBN 2268049779
- Shakespeare, Les Sonnets, Éditions du Hazard, 2010, ISBN 2-930154-25-X
- Shakespeare, Hamlet, Éditions du Hazard, 2011
- Dante, L'Enfer, Éditions du Hazard, 2013, La Table Ronde, 2014
- Dante, Le Purgatoire, Éditions du Hazard, 2019, La Table Ronde, 2021